# Emil Clemens Scherer
Emil Clemens Scherer (* 1. Mai 1889 in Mutzig; † 30. August 1970 in Mallersdorf) war ein deutscher Geistlicher.

## Leben
Er besuchte das bischöfliche Gymnasium in Straßburg und das Privatgymnasium in Hiltrup. 1907 absolvierte er 4 Monate das Noviziat bei den Herz-Jesu-Missionaren. Von 1910 bis 1914 studierte er Theologie in Straßburg. Er empfing am 4. August 1914 die Weihe zum Subdiakon, am 5. August 1914 die Weihe zum Diakon um 6 Uhr und um 8 Uhr die Priesterweihe. Dies war eine Ausnahmeregelung wegen des Kriegsausbruchs. Von 1914 bis 1919 war er Sanitäter in Schlesien. Von 1917 bis 1919 war er Seelsorger in Barr. Von 1919 bis 1922 studierte er in Breslau und Bonn (1922 Dr. theol.).
1930 wurde er Leiter des Reichsverbandes für die katholischen Auslanddeutschen in Berlin. In dieser Eigenschaft wurde er am 7. Dezember 1933 zusammen mit führenden Vertretern des Volksbundes für das Deutschtum im Ausland von Adolf Hitler empfangen und legte vor diesem „das Gelöbnis der Treue und Verbundenheit mit seiner Person und seinem Werk ab.“ Am 1. Oktober 1936 wurde er durch die Gestapo verhaftet, in demselben Jahr, in dem er noch eine Auslanddeutsche Quellenkunde herausgegeben hatte. Im August 1937 trat Scherer wieder öffentlich als Organisator der Jahrestagung der Katholischen Auslandsdeutschen in Erscheinung. 1939 wanderte er nach Brasilien (Mitbegründer eines großen Siedlungswerkes in Nord-Paraná mit der Hauptstadt Maringá) aus.
1956 kehrte er als Pfarrdechant nach Europa zurück. Am 4. Oktober 1956 trat er als Chor-Oblate ins Kloster Metten ein. Am 10. Januar 1957 erfolgte die Einkleidung. Die Oblation erfolgte am 1. März 1958. Am 10. Oktober 1959 wurde ihm das Bundesverdienstkreuz 1. Klasse verliehen. Er wurde am 2. September 1970 auf dem neuen Westfriedhof der Gemeinde Metten bestattet. Am 4. April 1978 wurde er auf den Konventfriedhof Metten umgebettet.

## Schriften (Auswahl)
- Die Straßburger Bischöfe im Investiturstreit. Ein Beitrag zur elsässischen Kirchengeschichte. Bonn 1923, OCLC 631933672.
- Geschichte und Kirchengeschichte an den deutschen Universitäten. Freiburg i. Br. 1927; Nachdruck Olms, Hildesheim 1975, ISBN 3-487-05895-2.
- Die Kongregation der Barmherzigen Schwestern von Straßburg. Ein Bild ihres Werdens und Wirkens von 1734 bis zur Gegenwart (= Forschungen zur Kirchengeschichte des Elsaß. Bd. 2). Butzon & Bercker, Saaralben 1930.
- Schwester Ignatia Jorth und die Einführung der Barmherzigen Schwestern in Bayern. Zur Jahrhundertfeier der Barmherzigen Schwestern aus dem Mutterhause zu München am 10. März 1932. Köln 1932, OCLC 162204063.
- Brasilien. Ein Überblick. München 1955, OCLC 632972447.

## Herausgeberschaften
- (In Verbindung mit dem Volksbund für das Deutschtum im Ausland:) Richard Mai: Auslanddeutsche Quellenkunde 1924–1933. Weidmann, Berlin 1936.